# Hermann Vallentin
Hermann Vallentin (né le 24 mai 1872 à Berlin; mort le 18 septembre 1945  à Tel Aviv) était un acteur allemand.

## Biographie
Hermann Vallentin est le frère de Rosa Valetti et l'oncle de Lotte Stein.

## Filmographie partielle
- 1915 : Der Tunnel de William Wauer
- 1919 : Charlotte Corday de Friedrich Zelnik
- 1921 : Die Ratten de Hanns Kobe
- 1923 : Grisou de Karl Grune
- 1923 : L'Évasion de Baruch (Das Alte Gesetz) d'Ewald André Dupont
- 1923 : Tragödie der Liebe de Joe May
- 1924 : La Vierge du portail d'Albert Durec
- 1924 : Le Dernier des hommes de Friedrich Wilhelm Murnau
- 1924 : Les Finances du grand-duc de Friedrich Wilhelm Murnau
- 1926 : Le Fauteuil 47 de Gaston Ravel
- 1926 : Madame ne veut pas d'enfants d'Alexander Korda
- 1928 : Luther – Ein Film der deutschen Reformation de Hans Kyser
- 1929 : Asphalte de Joe May
- 1930 : Lui et moi d'Harry Piel
- 1932 : Nous les mères de Fritz Wendhausen